# Нижнеулу-Елгинский сельсовет
Нижнеулу-Елгинский сельсовет — муниципальное образование в Ермекеевском районе Башкортостана.

## История
Согласно «Закону о границах, статусе и административных центрах муниципальных образований в Республике Башкортостан» имеет статус сельского поселения.

## Население
| 2002 | 2009 | 2010 | 2012 | 2013 | 2014 | 2015 |
| ---- | ---- | ---- | ---- | ---- | ---- | ---- |
| 776  | ↗825 | ↘779 | ↘760 | →760 | ↘741 | ↘734 |
| 2016 | 2017 |      |      |      |      |      |
| ↘717 | ↘705 |      |      |      |      |      |

## Состав сельского поселения
| № | Населённый пункт | Тип населённого пункта       | Население |
| - | ---------------- | ---------------------------- | --------- |
| 1 | Нижнеулу-Елга    | село, административный центр | ↘335      |
| 2 | Большезингереево | село                         | ↘188      |
| 3 | Верхнеулу-Елга   | село                         | ↘182      |
| 4 | Новониколаевка   | деревня                      | ↘74       |